# Macrodactylus bicolor
Macrodactylus bicolor är en skalbaggsart som beskrevs av Moser 1921. Macrodactylus bicolor ingår i släktet Macrodactylus och familjen Melolonthidae. Inga underarter finns listade i Catalogue of Life.